# Dichrooscytus pinicola
Dichrooscytus pinicola är en insektsart som beskrevs av Knight 1968. Dichrooscytus pinicola ingår i släktet Dichrooscytus och familjen ängsskinnbaggar. Inga underarter finns listade i Catalogue of Life.